# УМЗ Evotech
УМЗ Evotech — серия бензиновых двигателей внутреннего сгорания, выпуск которых начался на Ульяновском моторном заводе весной 2014 года.

## Описание
Выпуск двигателей УМЗ Evotech начался 14 апреля 2014 года взамен УМЗ-249, который планировалось запустить в производство в 2010 году. По сравнению с предшественниками, расход топлива снижен на 10%, ресурс был увеличен до 400 тыс. км, а крутящий момент был увеличен до 233 Н·м.
Объём двигателя УМЗ Evotech уменьшен с 2,9 до 2,7 л. Изменения также коснулись конструкции поршневой группы, распредвала, камеры сгорания, блока цилиндров, газораспределительного механизма, электрооборудования, уплотнительных соединений, креплений узлов, систем охлаждения, питания, зажигания и смазки. 8-клапанная схема обеспечивает лучшую эластичность и высокий крутящий момент на малых оборотах в целях обеспечения эффективного режима эксплуатации грузового автомобиля.
Поставщиком поршней, свечей зажигания, многих шлангов, уплотнительных соединений и масляного картера был признан LG, поставщиком датчиков системы электронного управления — Bosch, а поставщиком гидрокомпенсаторов — Eaton. Надёжность была подтверждена испытаниями двигателя.

## Модификации
- A2755 (А274) EvoTech 2.7 (Евро-4) — бензиновый двигатель[7][8][4].
- А3055 (А275) EvoTech 3.0 (Евро-5) — газобензиновый двигатель[9][10][11].

## Применения
- ГАЗель Бизнес
- ГАЗель NEXT[12][13]